# Quarta malattia
La quarta malattia, definita anche scarlattinetta e Morbo di Dukes, è una malattia esantematica tipica dell'età pediatrica.

## Storia
Dal nome del suo scopritore, che ne descrisse le caratteristiche per la prima volta nel 1900, sulla rivista Lancet, è definita anche malattia di Clement Dukes (il primo quadro clinico fu però descritto da Nil Filatov), mentre il nome di "quarta" malattia deriva dal fatto che è considerata come la quarta malattia che si manifesta nell'infanzia dopo morbillo, scarlattina e rosolia. È seguita dall'eritema infettivo (o quinta malattia) e dalla sesta malattia.

## Eziologia
Attualmente si ritiene che si tratterebbe di una malattia di origine batterica e non virale, provocata da streptococco di tipo A beta-emolitico. Questo spiega la maggiore diffusione negli asili, dove la maggiore promiscuità favorisce inevitabilmente la trasmissione dell'infezione.

## Presentazione clinica
La sintomatologia vede dapprima comparire cefalea, inappetenza, sonnolenza; può verificarsi un lieve rialzo febbrile, nonché l'arrossamento della faringe e l'ingrossamento dei linfonodi latero-cervicali. Segue poi l'esantema vero e proprio, diffuso soprattutto a livello inguinale e dei glutei, con piccoli puntini ravvicinati di colore rosa, che scompaiono dopo 4-5 giorni; la scomparsa dell'esantema può essere seguita da una lieve desquamazione cutanea. In ogni caso in molte forme i sintomi possono essere piuttosto modesti e quasi inavvertiti.

## Prognosi
La prognosi della malattia è sempre buona; le uniche complicanze rilevanti possono riguardare la funzionalità renale, per cui può essere consigliato, a decorso avvenuto, un esame delle urine. Nelle forme più rilevanti si consiglia terapia antibiotica protratta per una decina di giorni.